# Plagiochila ensiformis
Plagiochila ensiformis là một loài rêu tản trong họ Plagiochilaceae. Loài này được nhà khoa học Taylor mô tả lần đầu tiên vào năm 1846.